# Bundesamt für Eich- und Vermessungswesen
Le Bundesamt für Eich- und Vermessungswesen ou BEV (terme allemand pour l'Office fédéral de métrologie et de topographie) est l'organisme responsable de la topographie officielle, de la géo-information et de la métrologie en Autriche. Il appartient au Bundesministerium für Wirtschaft, Familie und Jugend (Ministère fédéral de l'économie, de la famille et de la jeunesse). Son siège est à Vienne et il compte 67 succursales réparties dans tous les États fédéraux autrichiens.